# Argia inculta
Argia inculta är en trollsländeart som beskrevs av Hagen in Selys 1865. Argia inculta ingår i släktet Argia och familjen dammflicksländor. IUCN kategoriserar arten globalt som livskraftig. Inga underarter finns listade i Catalogue of Life.